# Жупна клима
Жупна клима је варијетет између умереноконтиненталне и планинске климе. Јавља се у затвореним котлинама, које су заштићене од значајнијег утицаја и струјања ветра. Услед тога су овде лета и зиме топлије од околине. Оваква клима карактеристична је Александровачку Жупу, Врањску котлина и Метохијску котлину (Средачка Жупа, Сиринићка Жупа, Гора, Опоље). Блиска је котлинској клими, али се разликују по температури и струјању ваздуха.